# 巴黎地鐵3號線
巴黎地铁3號線（法語：Ligne 3 du métro de Paris）是法國巴黎地铁第三条通车的路線，於1904年通車。本線自勒瓦卢瓦桥-贝孔站起，呈东西走向，途经巴黎右岸中部，訖於加列尼站，全線為地下路線。

## 歷史

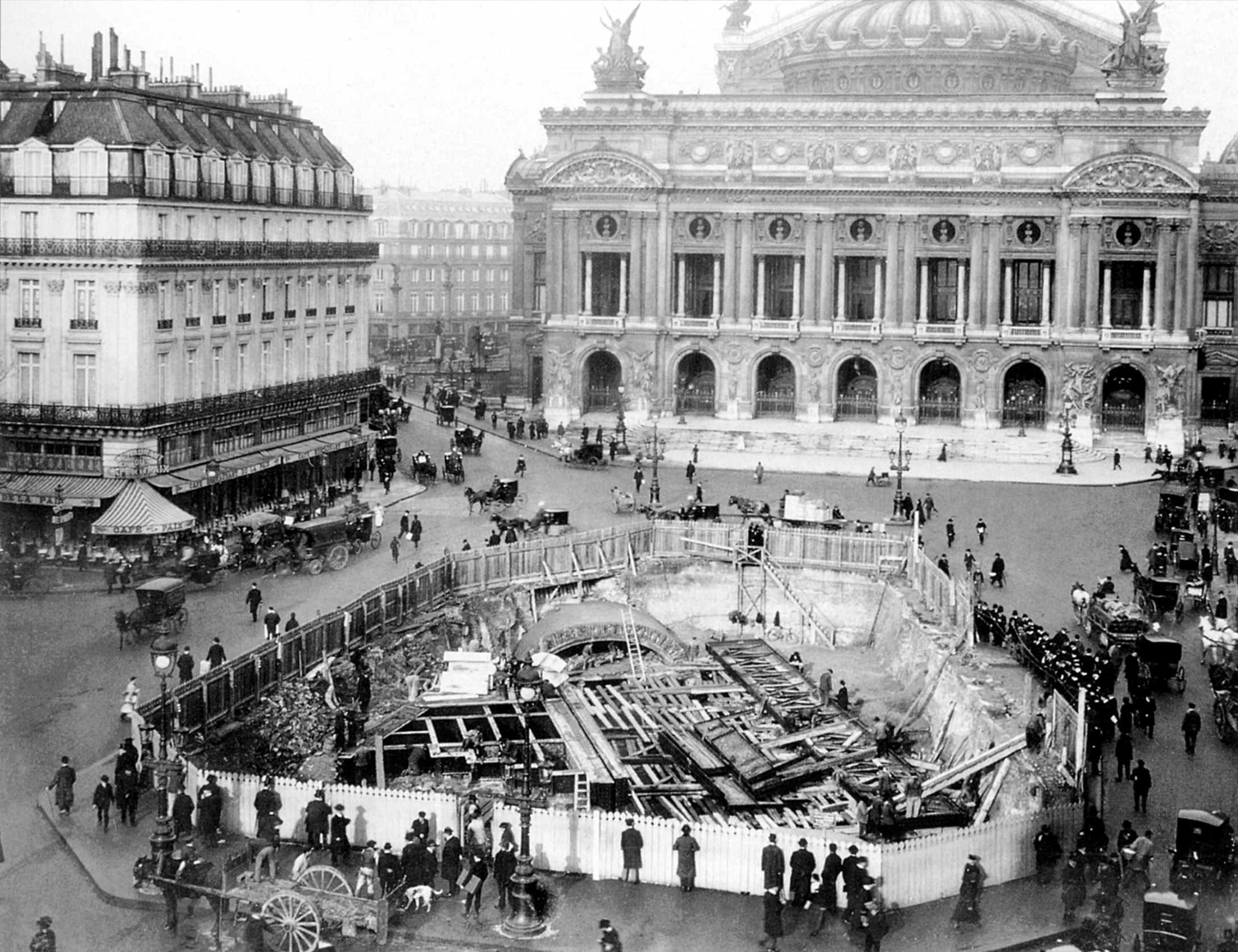
修建中的歌剧院站

关于巴黎地铁建设的想法源于1845年。铁路公司偏好利用连接郊区铁路网构建地铁，而市政府希望在市内新建不同系统的中小型铁路。双方争执数十年，直到巴黎交通状况持续恶化，暨1900年世博会临近，最终市政府的计划被采用。而3号线即为巴黎地铁网络一期工程的一部分。
1903年3月，地铁3号线开始动工兴建，巴黎右岸地底的各种管线进行了必要的移动和改造。其中，歌剧院站建於20米深的竖井里，以适应未来将要开通的另外两条地铁线：7号线和8号线。由于该站选址在含水层里，车站的竖井内置了混凝土支撑住来加固结构，并且利用了压缩空气沉箱。次年2月，车站结构施工完成。
- 除了歌剧院站的施工之外，线路东边要穿越圣马丁运河。为了便于施工，在运河停航期，运河的水進行排乾處理。
- 1904年10月19日，3號線第一期路網完工，维利耶站和拉雪兹神父站之间的路段通车。
- 1905年1月5日，线路向东延长至甘必大站。该东延段延迟启用，是由于地下结构不稳定，需要进行精细的施工，和加固柱加固造成的。
- 3号线的西端终点此时位于维利耶站，与2号线处于同一水平面并可进行跨月台换乘。但由于后期线路要向西延伸，因此將月台降低了1.6米以便于向西从2号线路轨的底部穿过，所以维利耶站3号线站厅的高度比其它车站要高。
- 1907年2月26日，当局宣布将3号线向西延伸，并很快展开相关工程。1910年5月23日，线路向西延长至佩雷爾站。1911年2月15日，再向西延长至尚佩雷門站。
- 1921年11月27日，因一战而延期的3号线后续工程继续进行，线路自甘必大站向东北部延长至莱利拉门站。
- 1937年9月24日，经过两年多的施工后，线路延伸至西部近郊的勒瓦卢瓦桥，尚佩雷门站原来的终点环路改为车库使用。
- 1969年，根据巴黎东部近郊客流量的需求，线路走向需要进行大的改动，因此甘必大站关闭重建，原有的月台从3号线上剥离, 新的月台兼并了西边原马丁·纳多站（法语：Martin Nadaud (métro de Paris)）的一部分，马丁·纳多站因此被拆毁。8月23日，新的甘必大站启用。
- 1971年3月27日，甘必大站和莱利拉门站之間的线路獨立為3号线支线（甘必大站的旧月台作为3支線的终点），原来的路轨通道被截断，改造成换乘通道。同年4月2日，3号线延长至加列尼站，最终成型。

## 車站列表

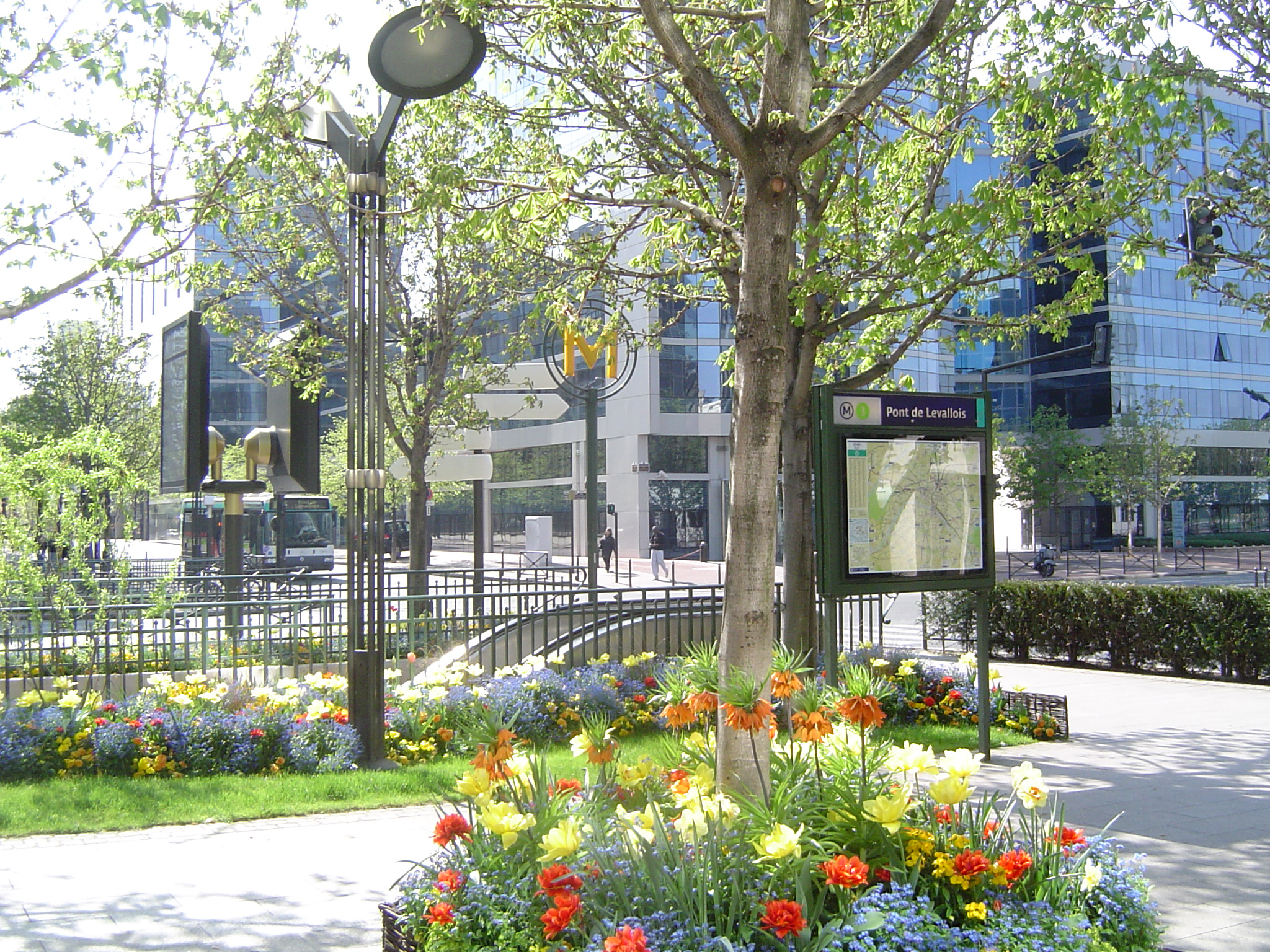
勒瓦盧瓦橋站入口

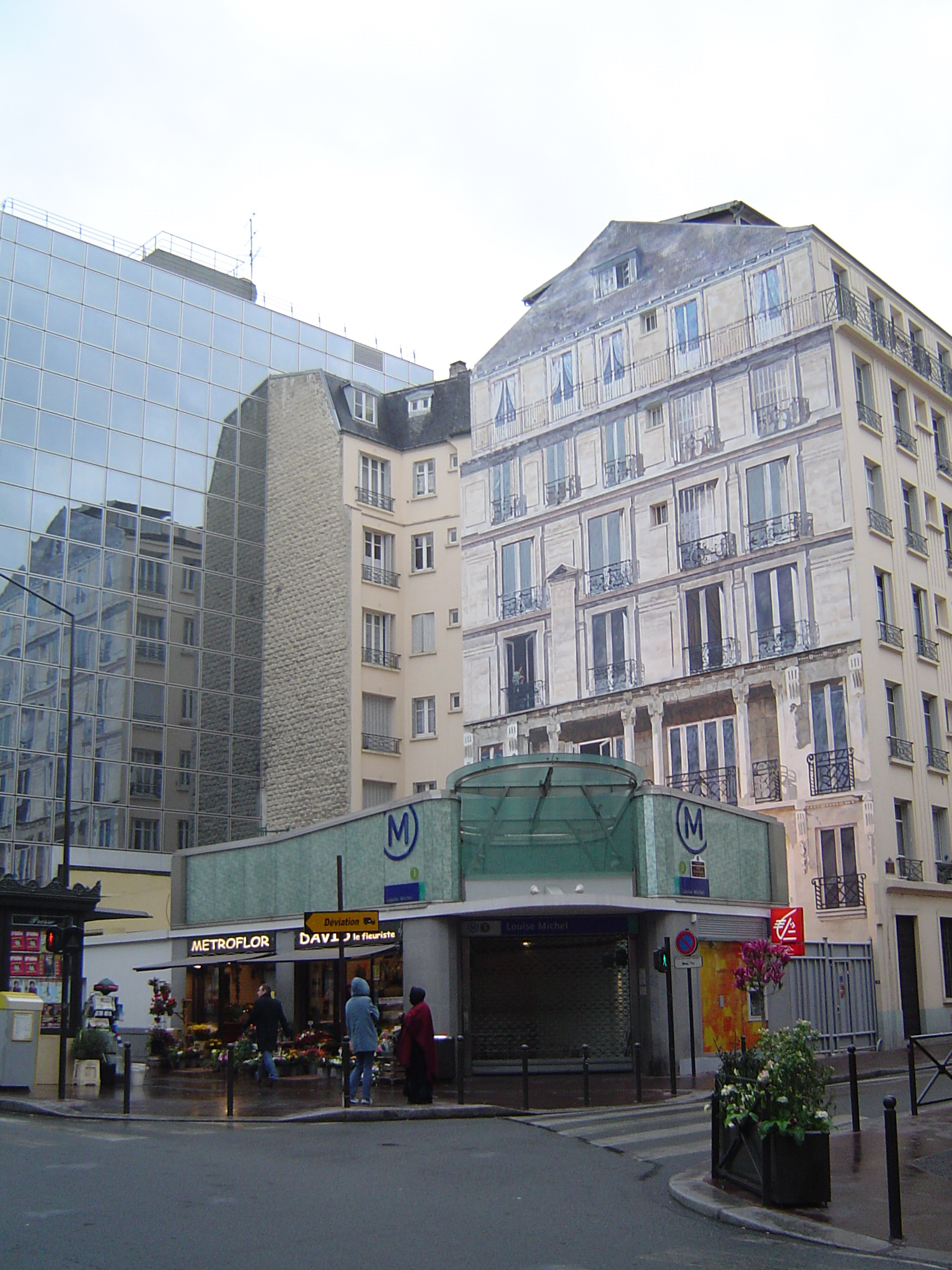
米歇爾站入口外觀

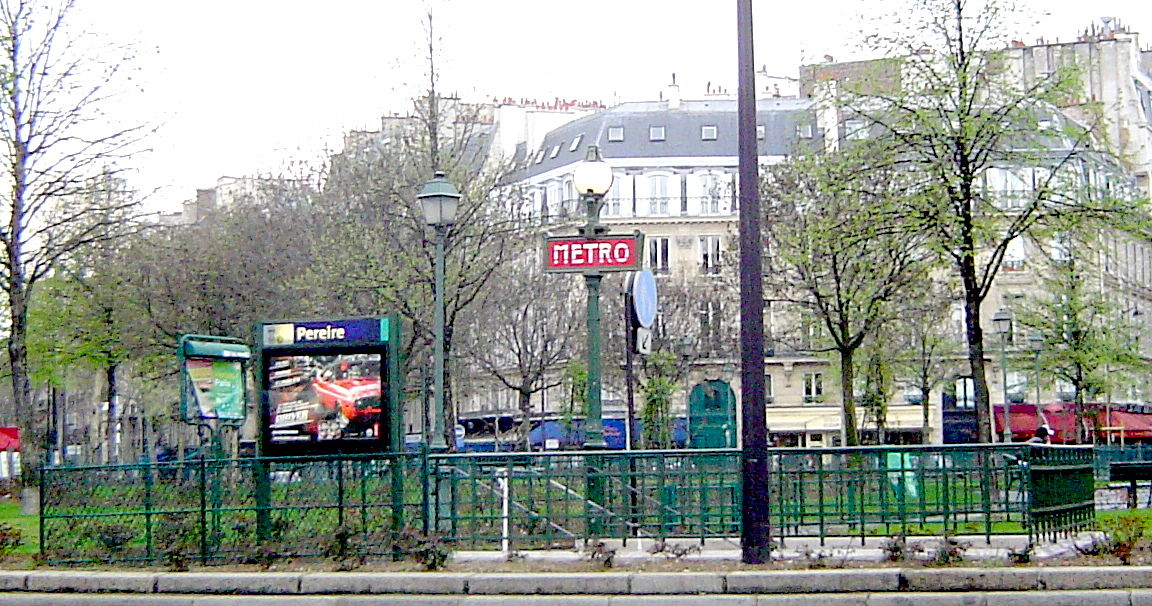
佩雷尔站入口

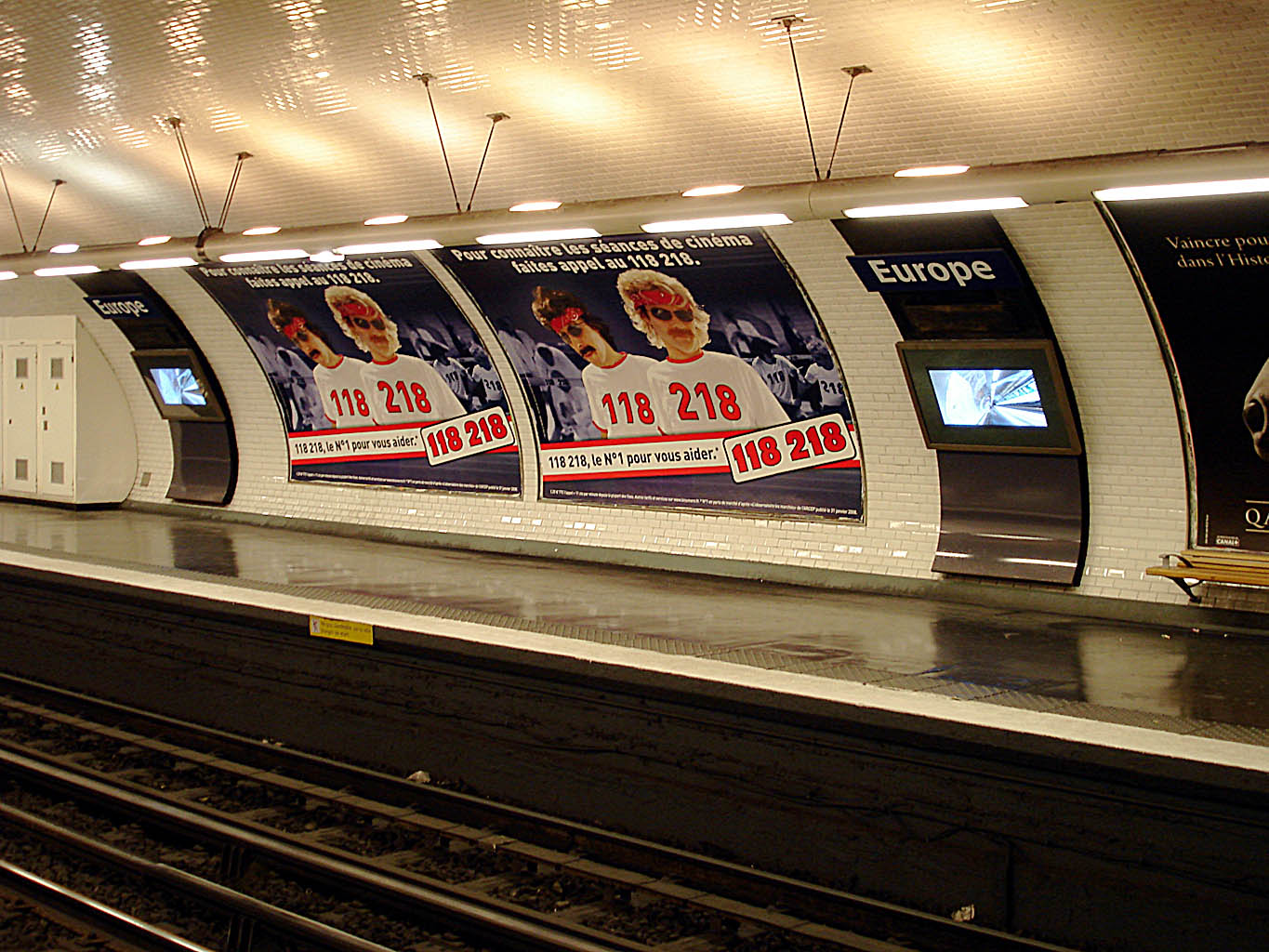
欧罗巴站

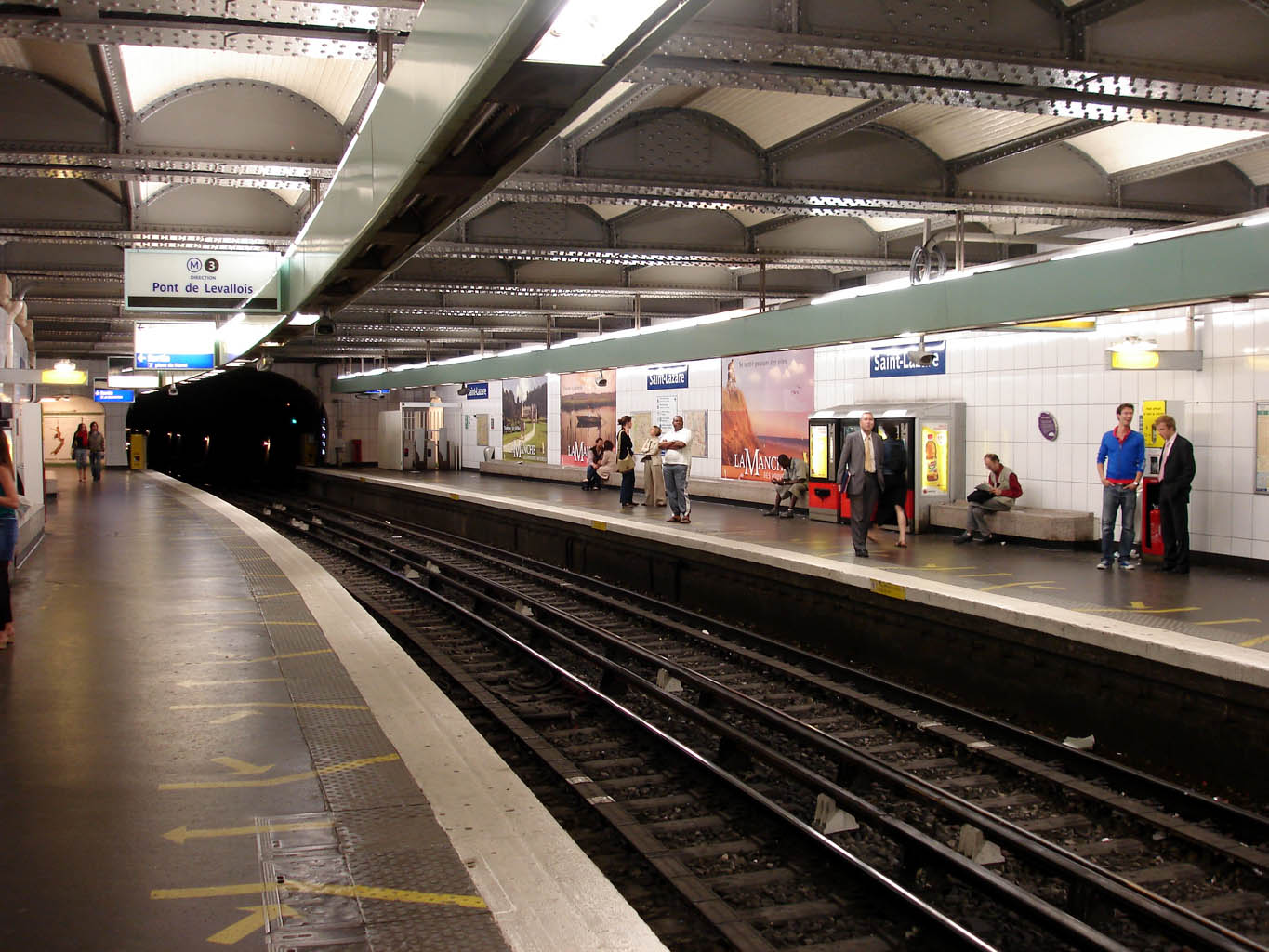
圣拉扎尔站

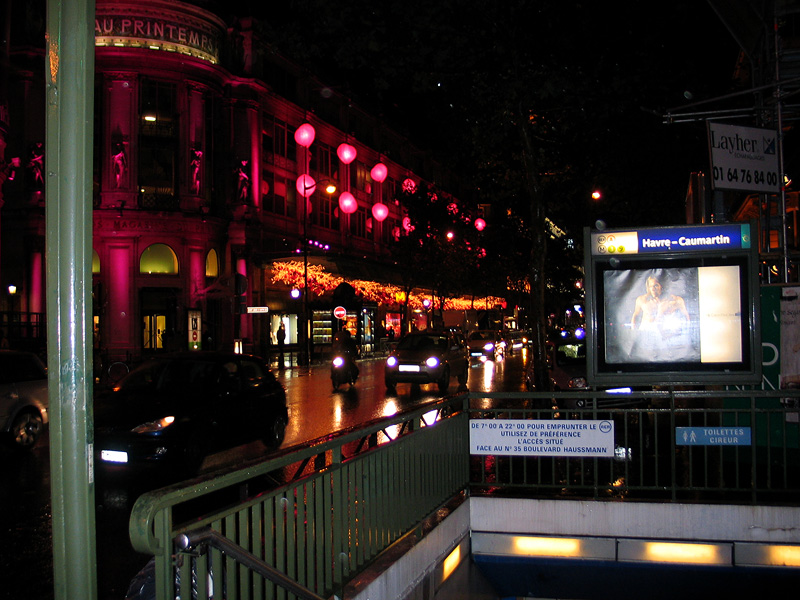
阿弗尔站入口夜景

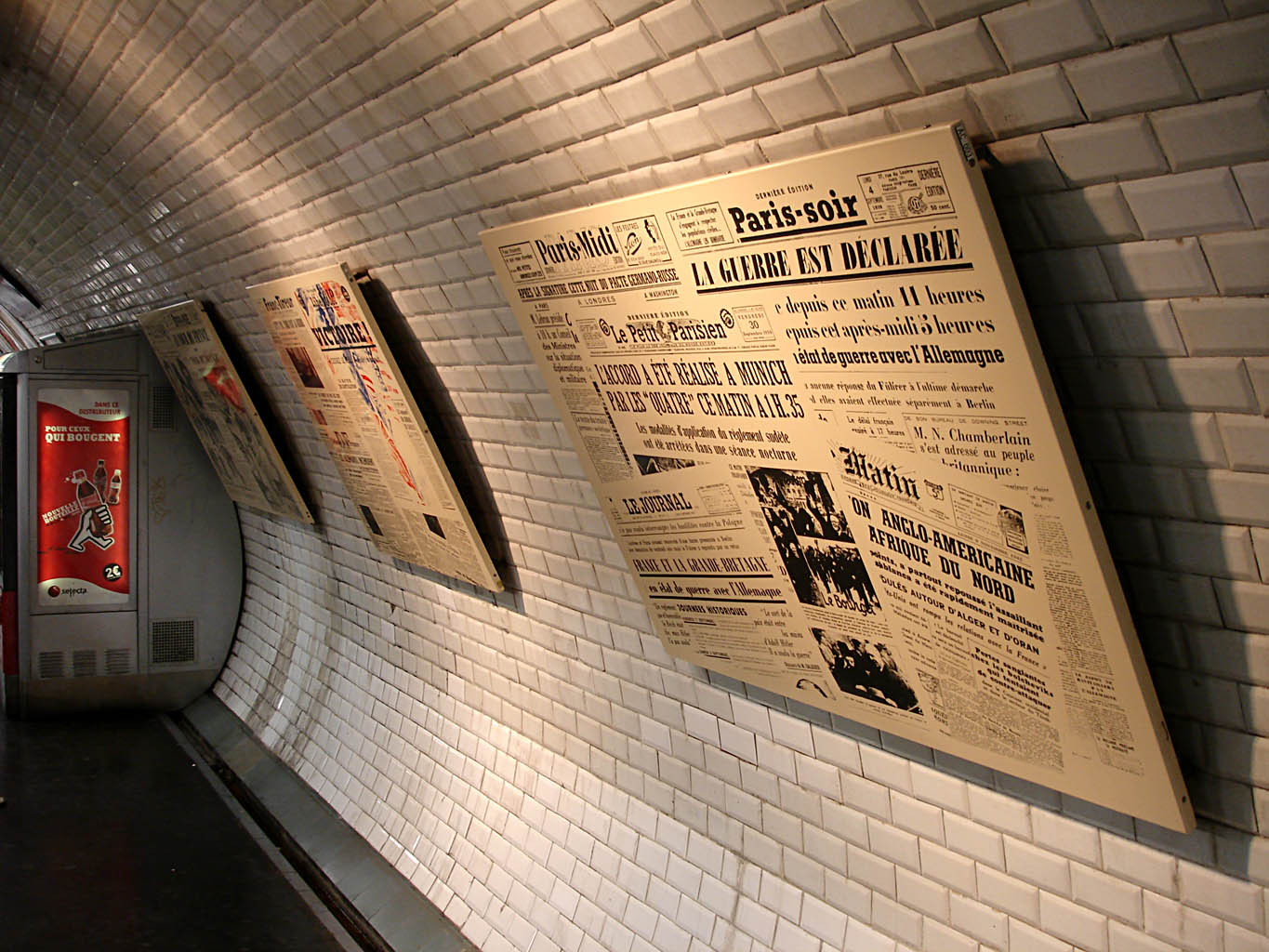
列奥米尔站装饰

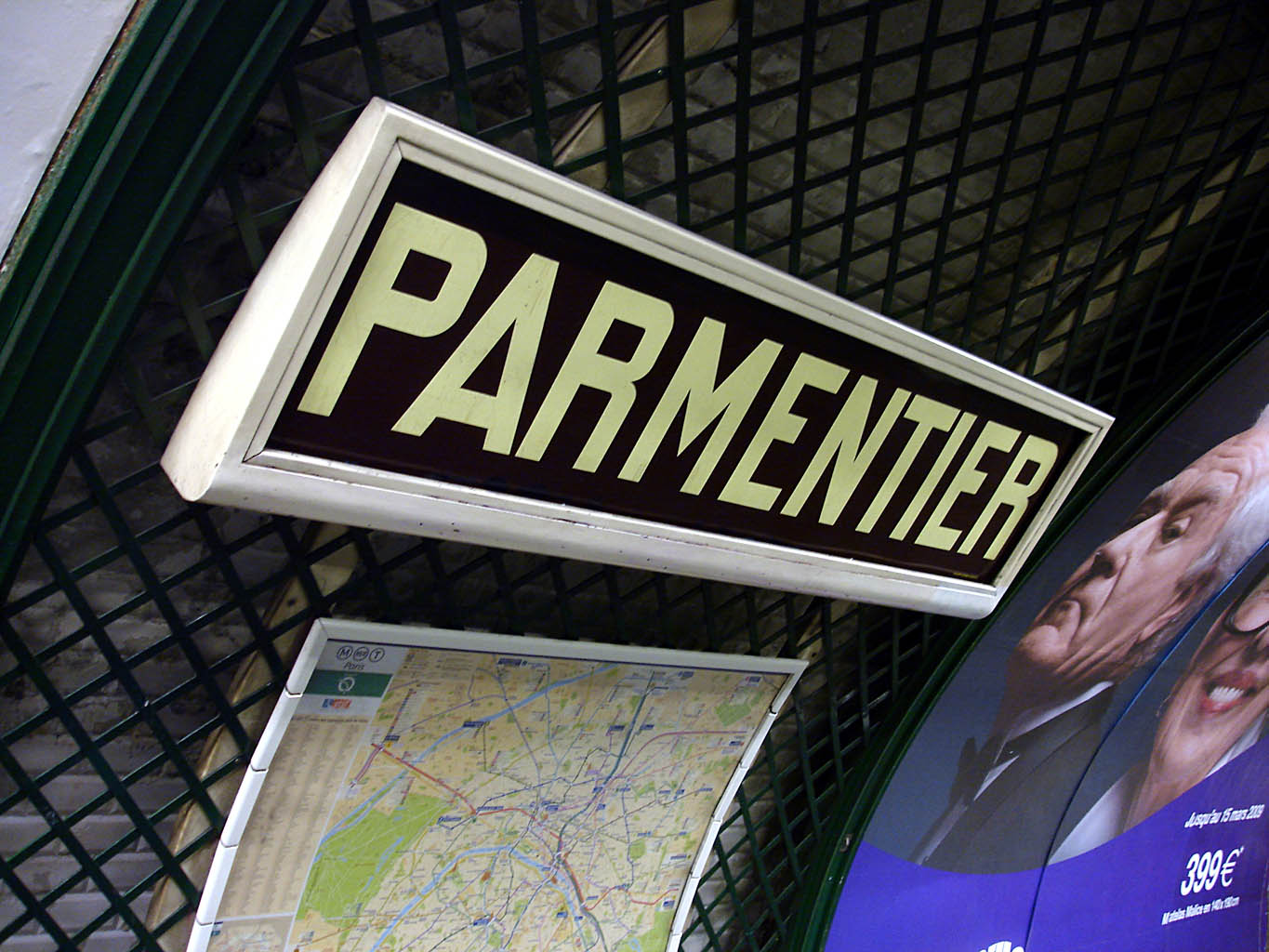
帕尔芒捷站装饰

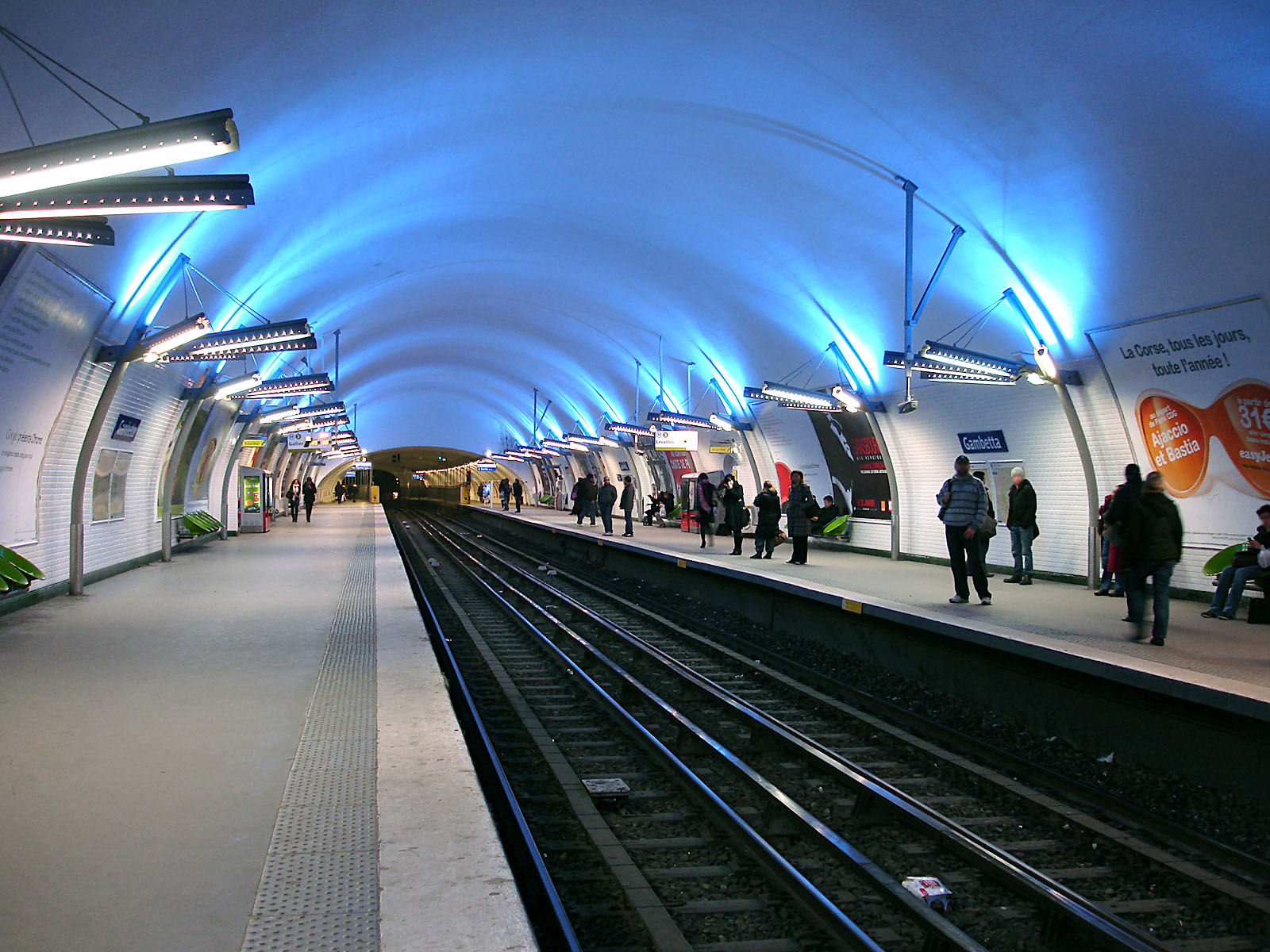
甘必大站照明

全線都無法無障礙通行。
| 中文站名              | 法文站名 | 轉乘路線                                    | 所在地        | 所在地          |
| --------------------- | -------- | ------------------------------------------- | ------------- | --------------- |
| 勒瓦卢瓦桥-贝孔       |          |                                             | 上塞納省      | 勒瓦盧瓦佩雷    |
| 阿纳托尔·法朗士       |          |                                             | 上塞納省      | 勒瓦盧瓦佩雷    |
| 路易丝·米歇尔         |          |                                             | 上塞納省      | 勒瓦盧瓦佩雷    |
| 尚佩雷門              |          |                                             | 巴黎          | 17區            |
| 佩雷爾                |          | (RER) · (C)                                 | 巴黎          | 17區            |
| 瓦格拉姆              |          |                                             | 巴黎          | 17區            |
| 马勒泽布              |          |                                             | 巴黎          | 17區            |
| 維利耶                |          | (M) · (2)                                   | 巴黎          | 8區、17區       |
| 歐洲                  |          |                                             | 巴黎          | 8區             |
| 聖拉扎爾              |          | （奧斯曼-聖拉扎爾） 法國城際列車、TER諾曼第 | 巴黎          | 8區             |
| 阿弗尔-科马丹         |          | （奥柏）                                    | 巴黎          | 9區             |
| 歌劇院                |          | （歐貝）                                    | 巴黎          | 2區、9區        |
| 九月四日              |          |                                             | 巴黎          | 2區             |
| 證券交易所            |          |                                             | 巴黎          | 2區             |
| 桑捷                  |          |                                             | 巴黎          | 2區             |
| 列奥米尔-塞瓦斯托波尔 |          | (M) · (4)                                   | 巴黎          | 2區、3區        |
| 工藝美術館            |          | (M) · (11)                                  | 巴黎          | 3區             |
| 聖殿                  |          |                                             | 巴黎          | 3區             |
| 共和                  |          | (M) · (5) · (8) · (9) · (11)                | 巴黎          | 3區、10區、11區 |
| 帕尔芒捷              |          |                                             | 巴黎          | 11區            |
| 聖莫爾路              |          |                                             | 巴黎          | 11區            |
| 拉雪兹神父            |          | (M) · (2)                                   | 巴黎          | 11區、20區      |
| 甘必大                |          | (M) · (3bis)                                | 巴黎          | 20區            |
| 巴尼奥莱门            |          | (T) · (3b)                                  | 巴黎          | 20區            |
| 加列尼                |          |                                             | 塞納-聖但尼省 | 巴尼奥莱        |

### 车站设施
3号线全线为地底车站。大部分车站都设有两个侧式月台，右上左下。唯独勒瓦卢瓦桥站和加列尼站因终点站的缘故，分别配备了一岛一侧和双岛式混合式月台，供列车调头返回或存放之用。尚佩雷門站为旧终点站，也配备了双岛式混合月台，但两个岛式月台是相隔的，而加列尼站则是并排的。
全线车站都设有自动售票机，咨询处，列车即时资讯显示器，部分车站设有残障人士设施和升降机。

### 车站曾用名
- 列奥米尔-塞瓦斯托波尔站在1907年10月15日之前名为“圣但尼路站”。
- 阿弗尔-科马丹站在1926年之前名为“科马丹站”。
- 路易丝·米歇尔站在1946年5月1日之前名为“瓦利耶站”。
- 聖莫爾路站在1998年9月1日之前名为“聖莫爾站”。

### 车站特色
- 阿纳托勒·法兰西站的两个月台之间由于地面地形原因稍微错开，南面月台偏西，北面月台偏东。
- 欧罗巴站月台用液晶屏投影纪念巴黎地铁的百年华诞。
- 列奥米尔-塞瓦斯托波尔站的月台陈列着二战时期报纸的每日头条。
- 帕尔芒捷站用"土豆主题-薯格"作为装饰。两个月台还分别陈列着前哥伦布时期的展品和法国著名营养学家安托万·帕尔芒捷的雕像。
- 歌劇院站在1957-1982年间采用了与富兰克林·D·罗斯福站类似的装饰。
- 甘必大站经过重建，合并了原来马丁·纳多站的一部分，月台长度达到110米。其中月台西面和路轨之间用铁栅栏隔开。为了消除这些因素给车站带来的阴森感，当局特意改善了车站的照明设施，使之显得更加大气和舒适。

## 使用車型

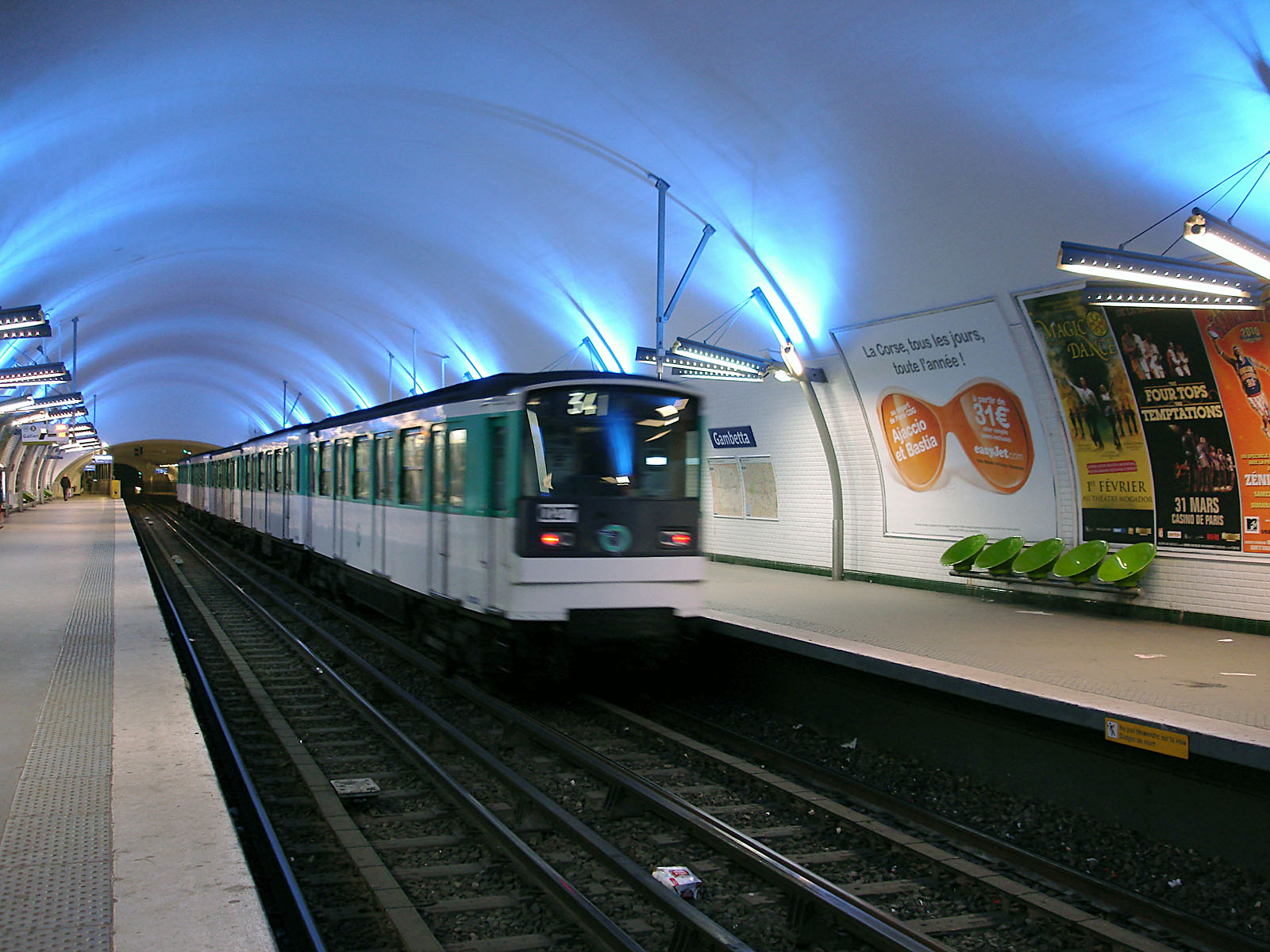
MF 67列车停靠在甘必大站

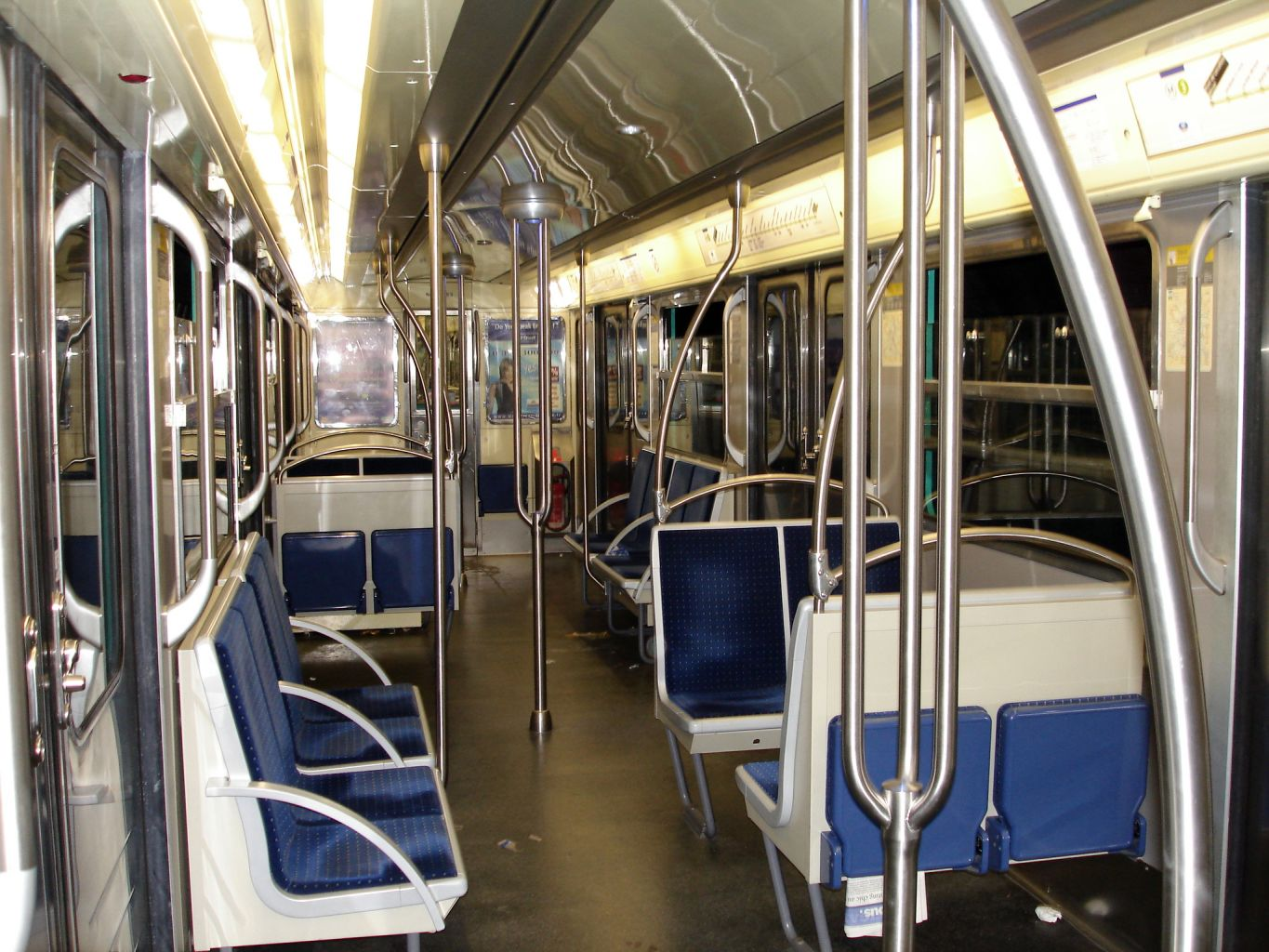
翻新后的MF 67内部

- 起初，3号线使用略不同于1号线和2号线的M1列车（法语：M1 (métro)）。1911年线路延长后，五节一组的斯普拉格-汤姆森列车（法语：Sprague-Thomson）投入使用，一直到1960年代末。

- 3号线是第一条采用MF 67列车（法语：MF 67）的地铁线路。列车的更换在1967年12月至1971年4月之间进行，目前尚无更换列车的需要。不过在2004年，3号线的MF 67进行过大规模的翻新，车厢配备了自动音视讯（法语：Annonces sonores et visuelles automatiques）。

## 使用状况
贯通右岸中部的3号线是巴黎地铁系统中一条客流量中等的线路，客流量虽然只相当于1号线的一半，但同时亦达到10号线的2倍。从1992年到2004年，该线路的客流量略微下降了0.6%。
| 年份            | 1992 | 1993 | 1994 | 1995 | 1996 | 1997 | 1998 | 1999 | 2000 | 2001 | 2002 | 2003 | 2004 |
| 客流量 (百万人) | 88,1 | 87,1 | 87,2 | 76,3 | 83,3 | 84,5 | 85,3 | 87,6 | 93,2 | 95,9 | 94,2 | 90,6 | 87,6 |

其中，圣拉扎尔站，共和广场站和歌剧院站的年均客流量高于其他站点。分别达到了3453万，1514万和1047万。

## 周边主要旅游景点

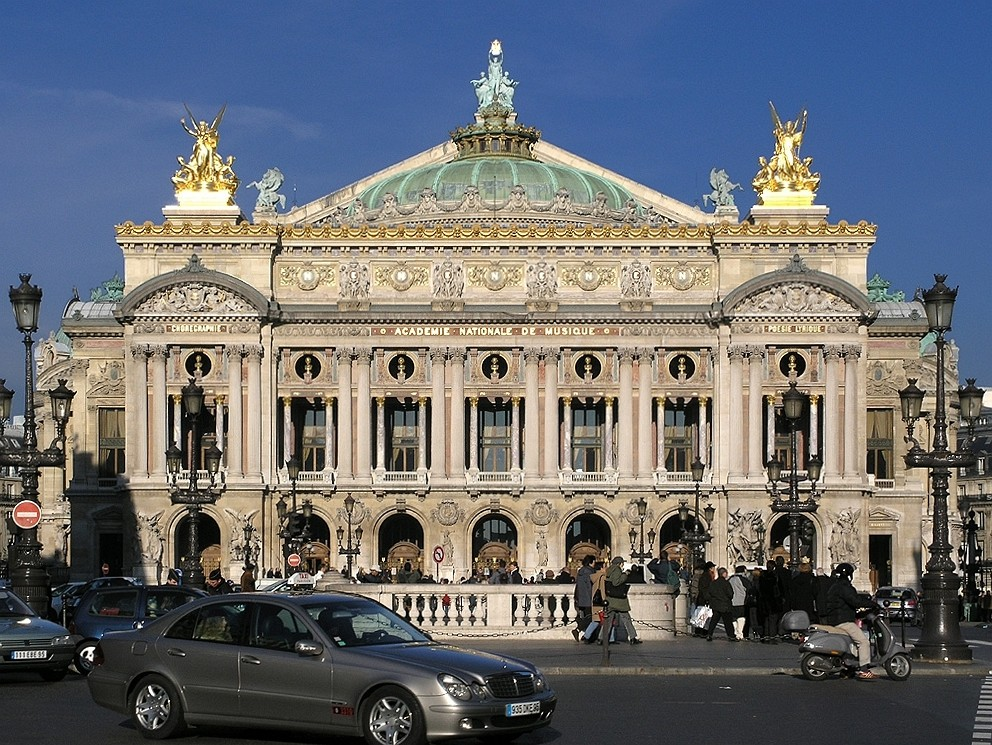
巴黎歌剧院

- 巴黎歌剧院
- 巴黎证券交易所
- 工艺美术馆
- 拉雪兹神父公墓

## 外部連結
- （页面存档备份，存于） 巴黎大众运输公司
- BlogenCommun网站上对3号线的评论

1. ↑  3号线的客流量包括3号线支线。